# Pseudoarchaeoctonus denticulatus
Pseudoarchaeoctonus
Genre
Espèce
Pseudoarchaeoctonus denticulatus, unique représentant du genre Pseudoarchaeoctonus, est une espèce fossile de scorpions de la famille des Proscorpiidae.

## Distribution
Cette espèce a été découverte à Glencartholm en Écosse. Elle date du Carbonifère.

## Publication originale
- Kjellesvig-Waering, 1986 : « A restudy of the fossil Scorpionida of the world. » Palaeontographica Americana, vol. 55, p. 5-287.